# Koreai három királyság
A három koreai királyság vagy szamguk (삼국, 三國) alatt Kogurjo (고구려, 高句麗), Pekcse (백제, 百濟) és Silla (신라, 新羅) államokat értjük, amelyek egymással versengtek a Koreai-félsziget feletti hegemóniáért Korea történelmének ősi időszakában.
A Három Királyság időszakában (koreaiul: 삼국시대; szamguk side) számos állam egyesült, Pujo 494-ben, Kaja 562-ben, végül pedig csak három maradt a Koreai-félszigeten: Kogurjo, Pekcse és Silla. A „Koreai Három Királyság” hozzájárult ahhoz, hogy Korea azzá váljon ami ma; és  Kogurjo, Pekcse és Silla népei lettek a koreai nép.
A Három Királyság elfoglalta az egész félszigetet és Mandzsúria nagyjából felét (a mai Északkelet-Kína és az orosz Távol-Kelet kis részeit). Kogurjo irányította a félsziget északi felét, valamint a Liaodong-félszigetet és Mandzsúriát. Pekcse és Silla elfoglalták a félsziget déli felét. Tamna és Uszan szigetkirályságai Pekcse és Silla alá voltak rendelve.
Mindhárom királyság hasonló kultúrával és nyelvvel rendelkezett. Pekcse és Kogurjo alapító mítoszokkal bírtak, amelyek valószínűleg Pujótól származtak. A buddhizmus, amely az i. sz. 3. században érkezett Koreába Indiából Tibeten és Kínán keresztül, a Három Királyság összes alkotórészének államvallása lett, kezdve Kogurjóval i. sz. 372-ben. A három koreai királyság mindegyike harcos arisztokráciával rendelkezett, ellentétben a kínai irodalmi elittel.
Ez az időszak a 7. században ért véget, miután Silla szövetségre lépett Tang Kínával, és a történelem során először egyesítette a félszigetet. Pekcse és Kogurjo bukása után a Tang-dinasztia rövid életű katonai kormányt hozott létre a Koreai-félsziget egyes részeinek az igazgatására. Sillához, Kogurjohoz és Pekcséhez hűségesek csatlakoztak, és a Tang-dinasztia ellen harcoltak a Koreai-félsziget feletti hegemóniáért. Sillát végül felosztották a későbbi Három Királyságra, és végül a Kogurjoból újjáéledő Korjo államhoz csatolták.

## Alapítása
A Három Királyságot Üman Csoszon bukása után alapították, és fokozatosan meghódították és beolvasztották a különböző kis államokat és konföderációkat. Kodzsoszon bukása után a Han-dinasztia négy parancsnokságot hozott létre a Koreai-félsziget északnyugati részén és a jelenlegi Liaoningben. Három gyorsan elesett a Szamhannak, az utolsót pedig Kogurjo pusztította el 313-ban.
Pekcse és Silla születőben lévő előfutárai az államok hálójában terjeszkedtek a proto-három királyság időszakában, és Kogurjo meghódította a szomszédos államokat, például a mandzsúriai Pujot és a Koreai-félsziget északkeleti részét elfoglaló Okdzso (Dongje) törzseit. A három állam a fallal körülvett apró városállamokból, teljes értékű állami szintű társadalmakká váltak az 1. és 3. század között.
Ennek az időszaknak az elsődleges forrásai a koreai Szamguk szagi és Szamguk jusza, valamint a kínai Három Királyság feljegyzései Wei könyvének (魏書) "keleti barbárok" része (東夷傳).
Mindhárom királyság hasonló kultúrával és nyelvvel rendelkezett. Eredeti vallásuk sámánista volt, de egyre nagyobb hatással volt rájuk a kínai kultúra, különösen a konfucianizmus és taoizmus. A 4. században megérkezett a buddhizmus a félszigetre, és gyorsan elterjedt, rövid időn belül mindhárom királyság hivatalos vallásává vált.
Lisa Kay Bailey szerint a Három Királyság anyagi kultúrája egyértelműen megkülönböztethető, mivel különböző régiók kulturális hatását mutatták be. Kogurjo kultúrája erősebb befolyást mutatott az észak-kínai művészetektől, Pekcse a dél-kínai művészettől, a Kínától távolabbi Silla pedig az eurázsiai sztyeppei nomád kultúráktól és az őshonos hagyományok nagyobb megőrzésétől. Ebben az időszakban a Három Királyságnak még nem kellett egységesítenie külön identitását. Mindegyik királyság létrehozta a saját egyéni történelmét; csak a Korjo-dinasztia korában írták össze a Koreai-félsziget kollektív történetét.
"A kínai hatalom 4. századi hanyatlása menekülthullámot indított el, amely kulcsfontosságúnak bizonyult a koreai államalapítási folyamat felgyorsításában", elindítva a Három Királyság korszakát.

## Nevének eredete
A 7. században a ,,Szamhan” elnevezés szinonimájává vált Korea Három Királyságának. A Koreai Császárság (대한 제국, Tehan Cseguk) és a Koreai Köztársaság (대한민국, Tehan Minguk) elnevezéseiben a ,,han” szó a Három Királyságra utal.
A Szamguk szagi és a Szamguk jusza szerint Silla nemzeti politikája volt a ,,Szamhan egyesítés” (삼한일통, Szamhan iltong), amellyel integrálni akarta Pekcse és Kogurjo menekültjeit. 1982-ben, Cshongdzsuban felfedeztek egy 686-ra datálható emlékkövet, melyen a következő felirat állt: ,,A három Han egyesült, és a birodalom kiszélesedett”. A kései Egyesült Silla-korban a Szamhan, mint ősi konföderációk, és a Három Királyság fogalmai összeolvadtak. Egy Tang-dinasztiabeli császári oktatónak írt levelében, Cshö Cshivon egyenértékűvé tette Bjonhant Pekcsével, Dzsinhant Sillával, és Mahant Kogurjoval. A Korjo-korban a Szamhan szó alatt már egész Koreát értették. Vang Gon Tíz parancsában bejelentette, hogy egyesítette a Három Hant (Szamhan), amellyel Korea Három Királyságára utalt. A Szamhan továbbra is általános megnevezése volt Koreának a Csoszon-korban.
Kínában a 7. századtól kezdve a Szamhan kifejezéssel jelölték együttesen Korea Három Királyságát. Az elnevezés a Tang dinasztiában terjedt el. Kogurjot a Tang dinasztia kezdte el Mahannak hívni, ezt egy 645-ben készült írásos Tang dokumentum bizonyítja, ebben Kogurjo hadvezéreit „Mahan vezetőiként” nevezik meg. 651-ben, a Tang Gaozong császár, Pekcse királyának írt levelében a Három Királyságot Szamhannak nevezi. A Tang dinasztia idejéből származó Pekcse, Silla és főként kogurjoi menekültek sírfeliratain is Szamhan szerepel. Például egy kogurjoi származású, 690-ben elhunyt Tang hadvezért, Go Hjont (고현; 高玄) sírján „Liaodong Szamhani férfi”-ként (요동 삼한인; 遼東 三韓人; Yodong Samhanin) neveznek.
A „Három Királyság” elnevezést a 12. (Szamguk szagi) és a 13. századi (Szamguk jusza) koreai krónikák címeiben találjuk, ami nem azonos Kína Három Királyságával.

## A királyságok

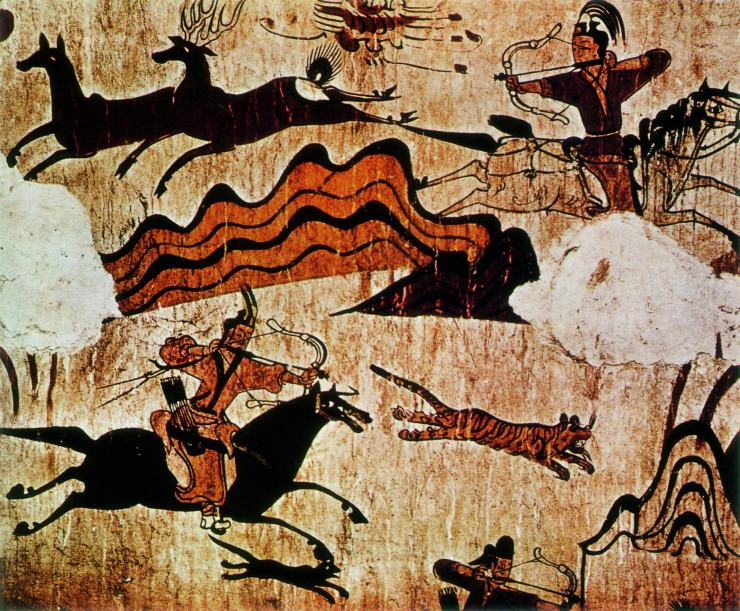
Kogurjo sírfestmény

### Kogurjo
Kodzsoszon bukása után, a Jalu folyó északi partján alakult ki Kogurjo. I. e. 75-ben, kínai feljegyzésekben említették először Kogurjot, mint a Han-dinasztia által létrehozott tartományt. Korábbi feljegyzésekben előforduló Guri (구리) állam elnevezés is erre utalhatott. Bizonyítékok alátámasztják, hogy Kogurjot hozták létre először, és ez a királyság volt a legfejlettebb és a legnagyobb a Három Királyság közül.

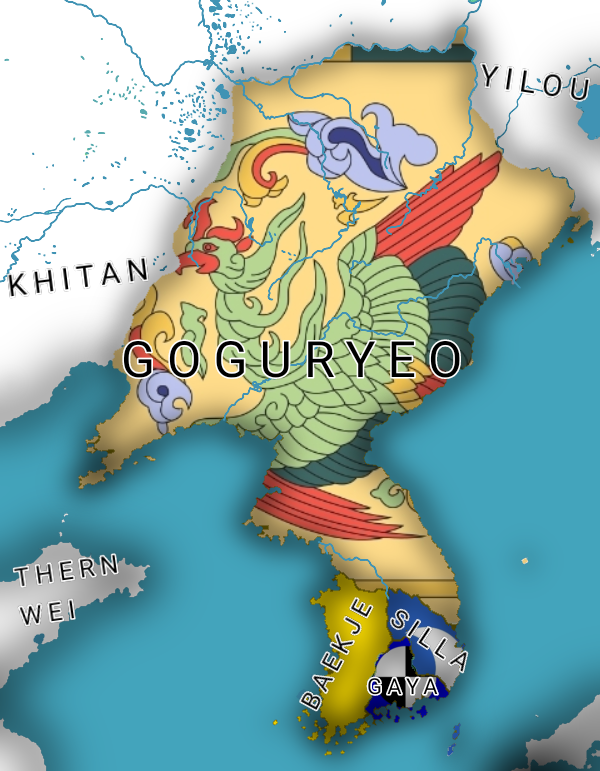
Korea Három Királyságának térképe

Több fővárosa is volt, köztük kettő a Yalu fenti területén, később pedig Rangnang (락랑국, kínai olvasatban: Lölang; a mai Phenjan része). Kezdetben Kínával határos királyság volt, majd Mandzsúria felé terjeszkedett és 313-ban leigázta a kínai Lölang tartományt. Kína kulturális befolyása továbbra is jelen volt, mivel 372-ben hivatalos vallás lett a buddhizmus.
Kogurjo katonai állam volt, Kelet-Ázsia egyik legerősebb birodalma. A királyság a fénykorát élte az 5. században, amikor Kvanggetho király és fia, Csangszu király uralkodott, és mandzsúria ellen indítottak hadjáratot. A következő évszázadban Kogurjo volt az uralkodó állam Mandzsúriában és a Koreai-félsziget északi részén. Végül elfoglalták a mandzsúriai Liaodongot, valamint a mai Szöul területét. Kvanggetho elért egyfajta laza egyesülést a Három Királyság között.
Kogurjó fennhatósága alá tartoztak a tunguz törzsek is Mandzsúriában. A Szuj-dinasztia, majd a Tang-dinasztia megalakulása után is, Kogurjo agresszívan fellépett Kína, valamint Silla és Pekcse ellen. Az államot a Silla-Tang erők közösen igázták le 668-ban. Kogurjo területe a Tang-dinasztiához került, Pekcse területét  pedig Silla kebelezte be.

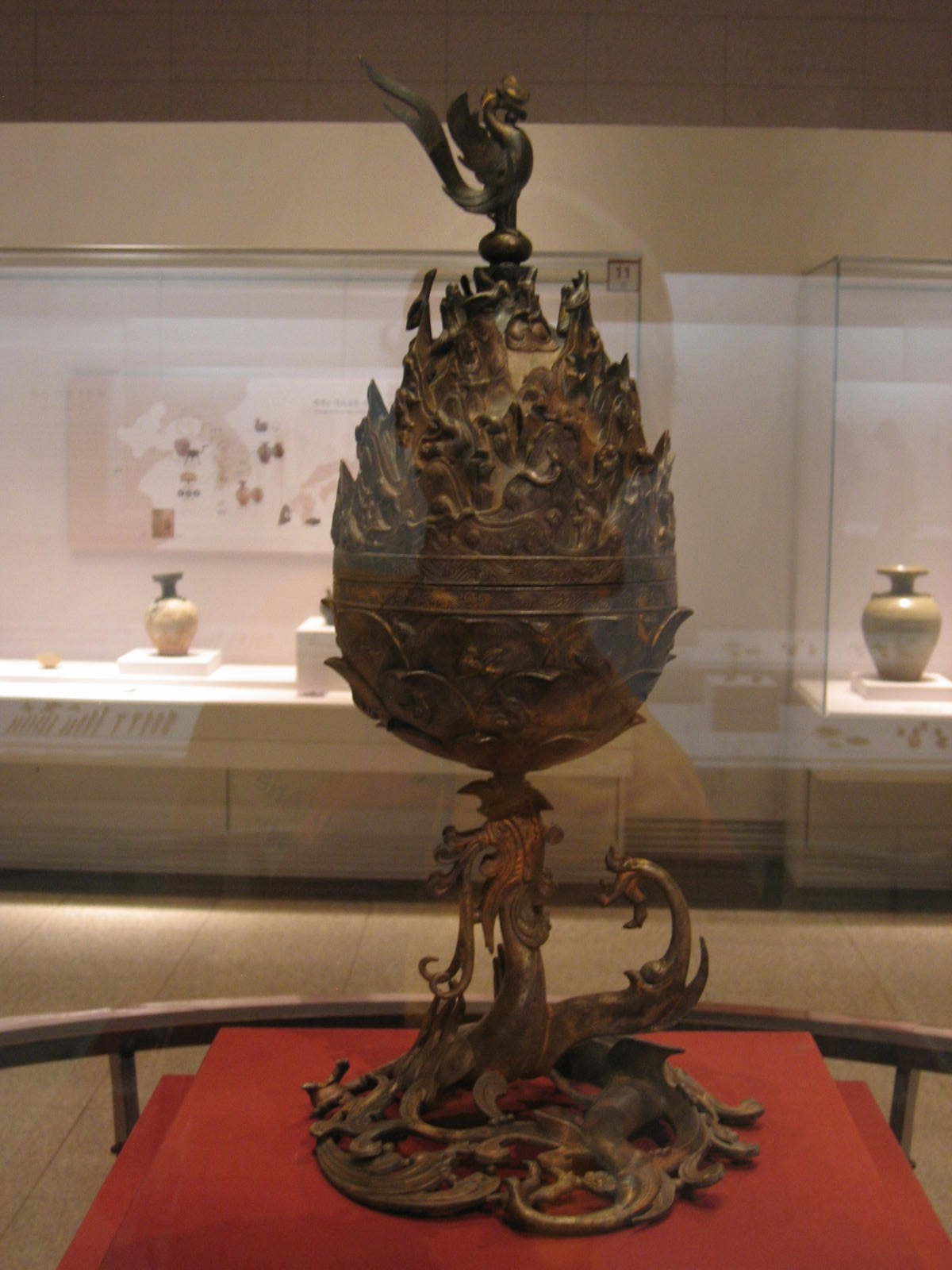
Pekcse aranyozott bronz füstölő

### Pekcse
A feljegyzések szerint Pekcse Kogurjo alapítójának, Ko Dzsumongnak, két fia között zajló öröklési harc következtében, a mai Szöul területén jött létre. Pekcse, a Mahan szövetség egyik tagjaként elfoglalta a többi mahan tagot és 4. századi virágkora idején uralta a nyugat-koreai-félsziget legnagyobb részét. A buddhizmus 384-ben érkezett Kogurjoból Pekcsébe.
Pekcse tengeri nagyhatalom volt; tengerészeti jártassága – ami Kelet-Ázsia Főníciájává tette – közreműködött abban, hogy a buddhizmus egész Kelet-Ázsiában elterjedt és hozzájárult a kontinentális kultúra (kínai karakterek, kínai és koreai irodalom, egyes iparágak, például vaskohászat és kerámia (onggi, puncshong, szeladon) technológiájának, az építészeti stílusok, a selyemhernyó termesztés) elterjedéséhez Japán területén.
Pekcse politikai hatást gyakorolt Tamna Királyságra. Szoros kapcsolatukon túl, Pekcse tiszteletet vívott ki a Csedzsu-szigetén fennálló királyság szemében. Pekcse vallása és művészete hatással volt Kogurjo és Silla államára. A Koreai-félszigeten Pekcse – különösen Kuncshogo idejében – erős katonai hatalommal rendelkezett, azonban a kogurjoi királytól, Kvanggethotól szenvedett súlyos veresége következtében hanyatlani kezdett.
Az 5. század végén, a Kogurjoból érkező támadás miatt Pekcse fővárosa Ungdzsin (a mai Kongdzsu), majd később Szabi (Pujo megye) lett. Végül 660-ban, a Silla-Tang szövetség által legyőzött Pekcse az Egyesített Silla része lett.

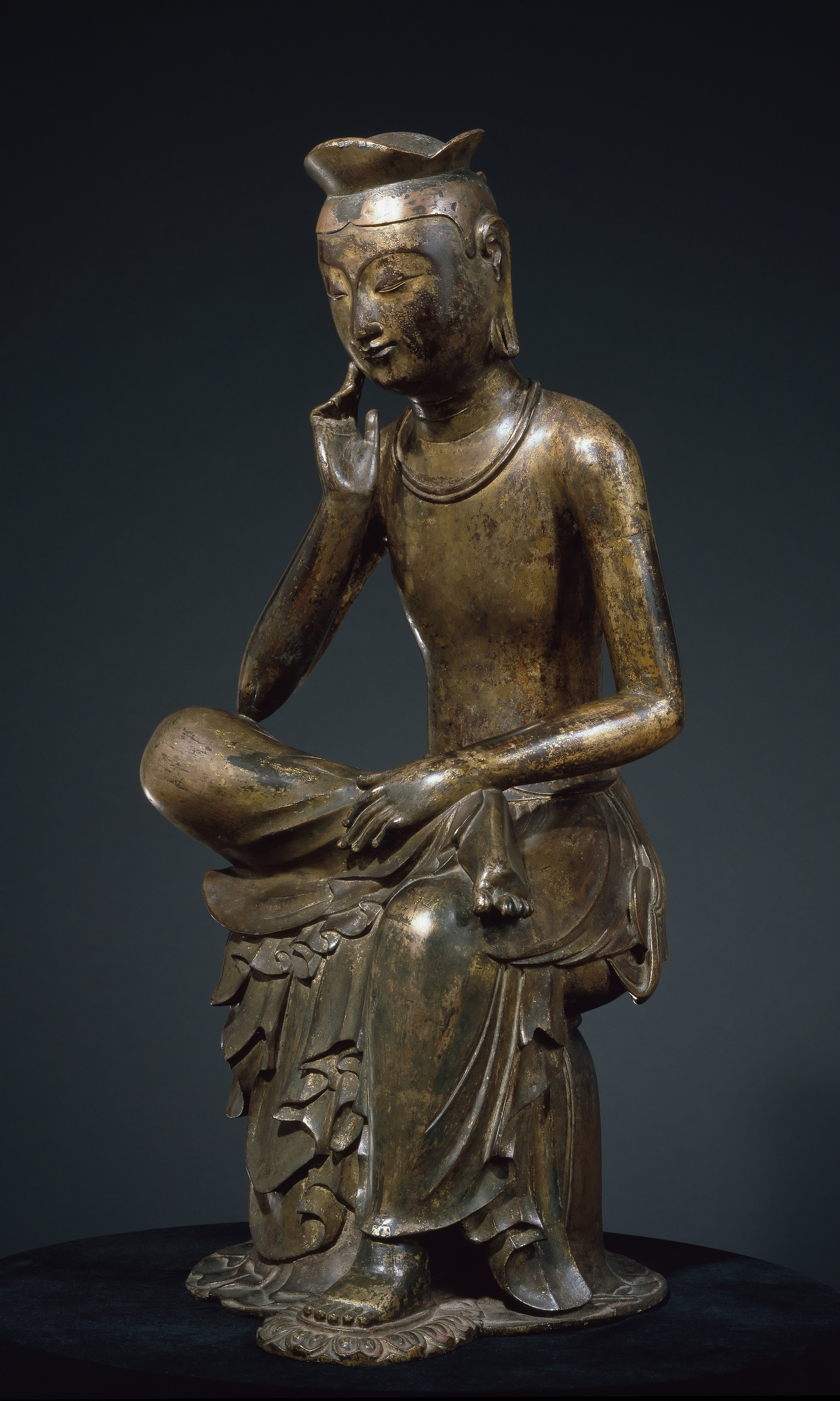
Bangaszajuszang, 7. század

### Silla
A koreai feljegyzések szerint i. e. 57-ben a félsziget délkeleti részén fekvő Szorabol (vagy Szaro, később Silla) egyesítette és kibővítette a Csinhan néven ismert városállamok szövetségét. Bár a Szamguk Szagi feljegyzése szerint a Három Királyság közül Silla volt a legkorábban alapított, más írásos és régészeti feljegyzések szerint Silla valószínűleg a három közül utolsóként hozott létre központi kormányzatot. Silla volt a legkisebb és leggyengébb a koreai Három Királyság közül, de ravasz diplomáciai eszközökkel opportunista paktumokat és szövetségeket kötött az erősebb koreai királyságokkal, végül Tang Kínával, ezzel nagy előnyre téve szert.
A királyságot 503-ban Szaroról Sillára nevezték át, és a 6. század első felében annektálta a Kaja államszövetséget (amely viszont korábban bekebelezte Pjonhant). Kogurjo és Pekcse válaszul szövetséget kötött. A Kogorjóból és Pekcséből érkező inváziókkal szemben Silla elmélyítette kapcsolatait a Tang-dinasztiával, mivel a Kaján keresztül szerzett hozzáférése a Sárga-tengerhez lehetővé tette a közvetlen kapcsolatot a Tangokkal. A Silla királyság, miután meghódította Tang segítséggel Kogurjót és Pekcsét, kiűzte a Tang-erőket is a félszigetről, majd elfoglalta a Pjongcsangtól délre fekvő területeket.
Silla fővárosa Szorabol volt (ma Kjongdzsu; a feltételezések szerint a „szorabol” (서라벌) szó, az ősi koreai „főváros” kifejezés volt). A buddhizmus 528-ban vált hivatalos vallássá. A Silla királyságból fennmaradt anyagi kultúra, beleértve az egyedülálló arany fémművességet is, az északi nomád sztyeppékről származó befolyást mutatja, ami megkülönbözteti azt Kogurjo és Pekcse kultúrájától, ahol a kínai hatás erősebb volt.

### További államok
A Három Királyság időszaka alatt kisebb királyságok, régiók léteztek a Koreai-félszigeten.
- Kaja államszövetség:
  - A Kaja államszövetség a dél-koreai Naktong folyó völgyében i. sz. 42 óta fennálló kis királyságok konföderációja volt, amely a Szamhan-korszak Pjonhan államszövetségéből nőtt ki. A régészek a 3. század végi és a 4. század eleji halomsír-temetőket, például a kimhei Deszong-dongot és a puszani Bokcson-dongot a Kaja-államok királyi temetkezési helyeiként értelmezik.[40]  A Kaja-államok gazdasága a mezőgazdaságon, halászaton, fémöntésen és távolsági kereskedelmen alapult. A Kaja városok bőséges mennyiségű vasércet, vaspáncélt és egyéb fegyvereket exportáltak Pekcse és a Wa Királyságba. Mivel állandóan háborúba keveredett az őt körülvevő Három Királysággal, Kaya nem fejlődött ki egységes állam kialakítására, és végül 562-ben beolvadt Sillába.
- Tongje, Okcso, és Pujo, Kogurjo által elfoglalt államok
- Ullung-sziget Silla hűbéres állama
- Tamna (Csedzsu-sziget) Pekcse hűbéres állama

## Fordítás
- Ez a szócikk részben vagy egészben  a   Three_Kingdoms_of_Korea című angol Wikipédia-szócikk fordításán alapul.  Az eredeti cikk szerkesztőit annak laptörténete sorolja fel. Ez a jelzés csupán a megfogalmazás eredetét és a szerzői jogokat jelzi, nem szolgál a cikkben szereplő információk forrásmegjelöléseként.